# Bradley John Murdoch
Bradley John Murdoch (Geraldton, 19 de fevereiro de 1958 – Alice Springs, 15 de julho de 2025) foi um australiano, condenado que estava cumprindo prisão perpétua pelo assassinato em julho de 2001 do mochileiro inglês Peter Falconio na Austrália.

## Vida pregressa
Murdoch nasceu em 19 de fevereiro de 1958 em Geraldton, Austrália Ocidental, sendo o terceiro filho de uma família com 11 e 14 anos de diferença entre os irmãos. Mudou-se para Perth aos 12 anos, enfrentando dificuldades de adaptação, e se envolveu com gangues de motoqueiros. Aos 15 anos, deixou o ensino médio e voltou para Geraldton, onde começou a participar de atividades criminosas, incluindo contrabando de drogas e violência.
Ele teve problemas legais ao longo da vida, incluindo uma condenação por causar a morte de um motociclista em 1980, uma pena de prisão por embriaguez em 1995, e acusações de estupro que foram arquivadas. Em 2003, foi preso e condenado pelo assassinato de Peter Falconio, ocorrido em 2001, recebendo prisão perpétua. Murdoch tentou apelar de sua sentença várias vezes, mas sem sucesso.

### Assassinato de Peter Falconio
Em julho de 2001, Peter Falconio e Joanne Lees estavam viajando de Kombi pela Austrália, quando, na Stuart Highway perto de Barrow Creek, foram abordados por um homem que saiu de um carro branco e tentou parar a van deles. Quando Falconio foi falar com o homem, Lees tentou acelerar, mas o homem atirou na van, entrou nela, prendeu Lees com braçadeiras e tentou levar Falconio, que acabou desaparecendo. Lees conseguiu escapar e pediu ajuda, levando as autoridades a iniciarem uma investigação. As buscas não encontraram Falconio, e as evidências eram escassas, com algumas pegadas e um DNA masculino não identificado sendo os principais vestígios. A polícia investigou várias pistas, incluindo imagens de câmeras de segurança, mas nada conclusivo surgiu inicialmente. Mais tarde, em 2002, a polícia passou a focar em Bradley Murdoch, que tinha conexões com o caso, e ele foi preso por outras acusações antes de ser relacionado oficialmente ao crime.
Após ser absolvido de acusações de estupro e sequestro, Murdoch foi preso em 2003 e acusado do assassinato de Peter Falconio. Ele se declarou inocente, mas foi condenado em dezembro de 2005 à prisão perpétua, com um período de não liberdade condicional de 28 anos, além de outras acusações contra Joanne Lees. Murdoch tentou apelar da sentença várias vezes, mas seus recursos foram rejeitados em 2006 e 2007. Em 2007, surgiram especulações na mídia de que ele poderia revelar onde estaria o corpo de Falconio em troca de uma transferência de prisão. Ele também tentou um recurso em 2013, mas seus advogados o retiraram em 2014.

## Morte
Murdoch morreu no dia 15 de julho de 2025, aos 67 anos, por câncer na garganta.